# Thecadactylus solimoensis
Thecadactylus solimoensis — вид геконоподібних ящірок родини Phyllodactylidae. Мешкає в Південній Америці.

## Поширення і екологія
Thecadactylus solimoensis мешкають на заході Амазонії, на території Бразилії (Амазонас, Акрі, Рондонія), південної Колумбії, Еквадору, Перу і Болівії. Вони живуть у вологих рівнинних тропічних лісах, на галявинах і плантаціях., на висоті до 500 м над рівнем моря.